# Історія нафтогазовидобування у Мексиці
Історія нафтогазовидобування у Мексиці

Легендарна фонтануюча свердловина «Потреро дель Лляно № 4» у 1910 р. (штат Веракрус, Мексика)

Відкриття нафтових родовищ у XIX ст. в Каліфорнії та Техасі давало надію знайти багату нафту також у Мексиці, східна частина якої формує значну частину Мексиканської затоки (з нею пов'язували природу виникнення місцевих родовищ). Американські компанії, геологи-нафтовики та дрібні підприємці рушили на південь, несучи свій досвід, знання й наполегливість розвідників надр. Нафтопродукти в Мексиці були знайомі ще давнім ацтекам (осмолення човнів, покриття підлог осель тощо), а виходи нафти на поверхню багаторазово фіксували дослідники в XIX ст. (у 1880 р. по таких виходах навіть пройшли штольні й промислово видобували нафту поблизу міста Папантла-де-Оларте в штаті Веракрус).
На початку XX ст. провідними пошуковими компаніями в Мексиці були «Пан-Амерікен петролеум» («Pan American Petroleum and Transport Company») Едварда Л. Доені та «Мексікен ігл» («Mexican Eagle Petroleum Company») англійського інженера Вітмана Пірсона, запрошеного мексиканським президентом Порфіріо Діасом у 1889 р. для реалізації великих інфраструктурних проектів. Пірсон прославився будівництвом грандіозних підводних тунелів в Англії та США, облаштуванням гаваней Дувра та Веракруса, а також спорудженням мексиканської залізниці Техуантепек, що поєднала Тихий і Атлантичний океани.
Організатори відкриття та розробки мексиканських нафтових родовищ — Едвард Л. Доені та Вітман Д. Пірсон (віконт Ковдрей).
У 1901 р. Пірсон, запізнившись на потяг, змушений був провести день у містечку Ларедо на кордоні з Техасом, яке було охоплене «нафтовою лихоманкою» у зв'язку з відкриттям Спіндлтопського родовища в США. Згадавши звіти своїх мексиканських підлеглих про місця виходу нафти на поверхню, він дав телеграму своєму заступнику терміново проводити розвідки й скуповувати всі перспективні на нафту ділянки на території Мексики (лихоманка, як відомо, річ дуже заразлива). Нафта могла стати чудовим паливом для його залізниці Техуантепек (будувалася з 1896 р.). Пірсон найняв для пошуків першовідкривача Спіндлтопського нафтового родовища Ентоні Лукаса, запросив уславленого англійського геолога сера Томаса Редвуда, вклав значні кошти в сучасне обладнання, але йшли роки за роками, а знайти багату нафту не вдавалося. Дошкульним для Пірсона було й те, що «Пан-Амерікен петролеум» Е. Доені майже відразу (у 1901 р.) відкрила й почала розвивати західніше міста Тампіко багате родовище Ебано Північного нафтового району. Місто Тампіко швидкими темпами перетворювалось на нафтову столицю Мексики.
У листах сину й дружині від 1908 р. Пірсон зазначав: «Я з легкістю взявся за це починання (пошуки нафти — авт.), не розуміючи багатьох про-блем, тільки відчуваючи, що нафта знаменує успіх і що важка робота, що вимагає напруження усіх сил, мусить принести плоди»; «Не можу не дума-ти, яким я виявився жадібним авантюристом у порівнянні з людьми минулого… Наразі успіх не є очевидним, я продовжую нервувати й іноді відчуваю себе пригніченим». Щоб змінити ситуацію Пірсон залучає для пошуків нафти американських спеціалістів, зокрема одного з перших геологів-геофізиків США Еверетта Лі Де Гольєра.
У 1910 р. Де Гольєр на ділянці Потреро дель Лляно (поблизу Туспана, штат Веракрус) вказав на місце для свердловини № 4, яка без перебільшення змінила долю Мексики. Нафтовий фонтан у 110 тис. барелів на добу (в перший період експлуатації — до 200 тис. барелів) зробив свердловину «Потреро дель Лляно № 4» (рис. 4.29) нафтовою легендою, відкрите родовище — найбільшим на той час у світі, а компанію «Мексікен ігл» лише за одну ніч перетворив на одну з провідних нафтових потуг світу. Назву небувалої свердловини отримав мексиканський танкер «Потреро дель Лляно», споруджений у 1912 р. У 1942 р. при транспортуванні нафти з Тампіко до Нью-Йорка він був розстріляний німецьким підводним човном поблизу Флориди, що стало приводом для вступу Мексики у Другу світову війну на боці антигітлерівської коаліції.
Подальші відкриття зосередились вздовж так званої «Гольден-лейн» («Золотої дороги») з поблизу порту Тампіко, утворивши Південний нафтовий район. У лютому 1916 р. Гербертом Вайлі була пробурена свердловина «Серро-Асуль № 4», яка «вибухнула» фонтаном у висотою 182 м, причому шум «вибуху» чули в радіусі 26 км (свердловина давала в перший період експлуатації рекордні 220 тис. барелів за добу). Невдовзі був відкритий третій подібний гігант. Для розуміння масштабів унікальних знахідок наведемо факт, що на початку 1920-х рр. ці три свердловини давали чверть мексиканського нафтовидобутку (другого в світі після США з 1918 р.), а інші три чверті давали понад 500 свердловин узяті разом. Якість сирої мексиканської нафти виявилась такою, що її використовували як пальне для залізниць (ідея Пірсона виявилась пророчою), причому в багатьох країнах світу, навіть у Російській імперії. Мексика стала країною-експортером нафти в 1911 р., основним експортним портом став Тампіко. У 1920 р. Мексика забезпечувала 20 % нафтових потреб США.
Політичні обставини значно ускладнили подальший розвиток мексиканської нафтової промисловості. У 1911 р. розпочалася Мексиканська революція, владу генерала Діаса було повалено. Тривалий період нестабільності нівелював здобутки нафтової галузі. За Конституцією Мексики 1917 р. надра повернулися у власність держави (стаття 27), яка реально не була спроможна їх освоїти без іноземного капіталу та фахівців. Почалися складні негоціації нафтових компаній з урядом, значно зросли ризики для інвесторів. У цих умовах Вітман Пірсон за посередництвом Галуста Гюльбенкяна продав компанію «Мексікен ігл» на умовах, запропонованих «Роял Датч-Шелл», яка навряд чи багато виграла в цій складній ситуації. Власник «Пан-Амерікен петролеум» Едвард Доен пробував навіть організувати військову експансію США в Мексику, але фінансовий істеблішмент Америки не підтримав тут «нафтовиків», оскільки очікував від Мексики повернення великих державних боргів саме за рахунок мексиканської нафти.
У 1938 р. президент Мексики Ласаро Карденас у розвиток ідей революції 1910—1917 рр. націоналізував закордонні нафтові компанії, утворивши державну монополію «Петролеос Мексіканос» («Petroleos Mexicanos», скорочено — «Pemex»). Більш того, закритий для іноземних компаній статус мексиканської нафтогазової галузі окремо закріпили в Конституції. Це призвело до ще більшого спаду мексиканської нафтової промисловості, який спостерігався з середини 20-х років. Нарощування видобутку спостерігалося в часи Другої світової війни, що було пов'язане з потребами антигітлерівської коаліції. У післявоєнний час чергувалися періоди підйомів і спадів до Нафтової кризи 1970-х років, наслідки якої принесли різке зростання компанії «Pemex» і помітне збагачення державного бюджету Мексики (арабське нафтове ембарго США частково компенсували мексиканською нафтою). Державна монополія «Pemex» входить до десяти найбільших нафтових компаній світу, сучасні запаси нафти складають понад 7,8 млрд т, газу (в перерахунку на рідке паливо) — 2,2 млрд т. Річний видобуток нафти — близько 150 млн т (значна частина видобувається морськими платформами в Мексиканській затоці), газу — 40 млрд м3, чисельність робочого штату — близько 140 тис. осіб.